# Илзенбург
Илзенбург (на немски: Ilsenburg) е малък град в Северен Харц в Саксония-Анхалт, Германия, с 9475 жители (към 31 декември 2015).